# CONTOUR
El COmet Nucleus TOUR (CONTOUR) va ser una sonda espacial de tipus Discovery de la NASA que va fracassar poc després del seu llançament de juliol de 2002. Va tenir com a objectiu primari sobrevols propers als nuclis de dos cometes qmb la possibilitat d'un tercer cometa conegut o un cometa encara sense descobrir.
Els dos cometes programats per ser visitats van ser Encke i Schwassmann-Wachmann-3, i el tercer objectiu va ser d'Arrest. S'esperava que un nou cometa fos estat descobert al sistema solar interior entre el 2006 i el 2008, en aquest cas la trajectòria de la nau espacial hauria canviat si fos possible per fer cita amb el nou cometa. Els objectius científics van incloure imatges en els nuclis a resolucions de fins a 4 m, realitzar mapes espectrals dels nuclis a resolucions de fins a 100 m, i obtindre dades de composició detallades sobre el gas i la pols en l'entorn del nucli, amb l'objectiu de millorar el coneixement de les característiques dels nuclis del cometa.
Després que el motor de coet de combustible sòlid va pretendre injectar la nau espacial en òrbita solar el 15 d'agost de 2002, el contacte amb la sonda no es va poder restablir. Els telescopis terrestres posteriorment van trobar tres objectes al llarg del satèl·lit, donant lloc a l'especulació que s'havia desintegrat. Els intents de contactar amb la sonda es van acabar el 20 de desembre de 2002. La sonda així no va aconseguir cap dels seus objectius científics primaris, però va demostrar algunes tecnologies de flux espacial, com ara la tècnica de navegació de nau no coherent desenvolupat per l'APL, que més tard es va utilitzar en la sonda New Horizons.